# Encomienda
L'encomienda (commenda) fu un'istituzione giuridica e socio-economica mediante la quale un gruppo di individui doveva retribuirne altri, in lavoro, natura o altro mezzo, per lo sfruttamento di un bene o per una prestazione ricevuta.

## Antefatto
L'istituzione del servo soggetto a un signore si ritrova in tutta Europa, in ambito sia religioso sia militare sia commerciale. Nel Medioevo, all'epoca della Reconquista, nei regni di Castiglia e di Aragona le encomiendas erano territori, immobili, rendite o benefici pertinenti a un ordine militare e retti da un commendatore, spesso come circoscrizione dell'ordine. Il fine dell'istituzione era proteggere quella parte della popolazione che abitava lungo la frontiera con i territori musulmani.

## Impero spagnolo
A partire dal XVI secolo (Leggi di Burgos del 1512 e Leggi nuove del 1542) fu uno strumento di colonizzazione adottato dagli spagnoli durante la conquista dell'America del Sud e delle Filippine. In America, questa istituzione, pur mutuando la sua organizzazione dalla istituzione europea, dovette adattarsi ad una situazione molto differente e presentò problemi e controversie che non si erano presentati nel sistema della encomiendas della Spagna medievale.
L'encomienda coloniale consisteva nell'affidare a degli encomenderos spagnoli determinati territori abitati con, "in dotazione", un gruppo di indigeni, che dovevano essere colonizzati e cristianizzati. 
L'encomienda fu quindi un'istituzione che permise di consolidare la colonizzazione dei nuovi territori, attraverso l'assoggettamento fisico, morale e religioso delle popolazioni precolombiane.
Sebbene gli spagnoli accettassero il fatto che gli indigeni fossero esseri umani (la questione della presenza dell'anima negli indigeni fu sottoposta da Carlo V al giudizio della giunta di Valladolid, che ne riconobbe l'effettiva sostanza dopo tante dispute), pensavano che, come i bambini, non fossero responsabili delle loro azioni e per tanto dovessero essere encomendati dagli encomenderos. Questa usanza servì anche a giustificare la sottomissione degli Indios. 
In breve gli encomenderos, avendo avuto assoluta libertà di governo, cominciarono ad abusare dei loro encomendados, facendoli lavorare in modo disumano. I tributi (che potevano essere metalli o beni di genere alimentare come mais, pesce, carne) erano raccolti dal capo della comunità coloniale locale. L'encomendero rimaneva sempre in contatto con la sua encomienda, ma risiedeva in città.
L'encomienda fu un modo per ricompensare coloro che si erano distinti per i loro servizi e favorire l'insediamento di popolazione spagnola nelle terre appena conquistate. All'inizio il titolo di encomendero era personale e non trasferibile, ma con il tempo la trasmissione del titolo divenne ereditaria.